# Hořovice
Hořovice là một thị trấn thuộc huyện Beroun, vùng Středočeský, Cộng hòa Séc.